# Collegium Minus Uniwersytetu Mikołaja Kopernika w Toruniu
Collegium Minus Uniwersytetu Mikołaja Kopernika w Toruniu – modernistyczny gmach wzniesiony w drugiej połowie lat 30. XX wieku w Toruniu.

## Lokalizacja
Budynek znajduje się w zachodniej części Zespołu Staromiejskiego, przy ul. Fosa Staromiejska 1a.

## Historia

### Lata 1935–1945

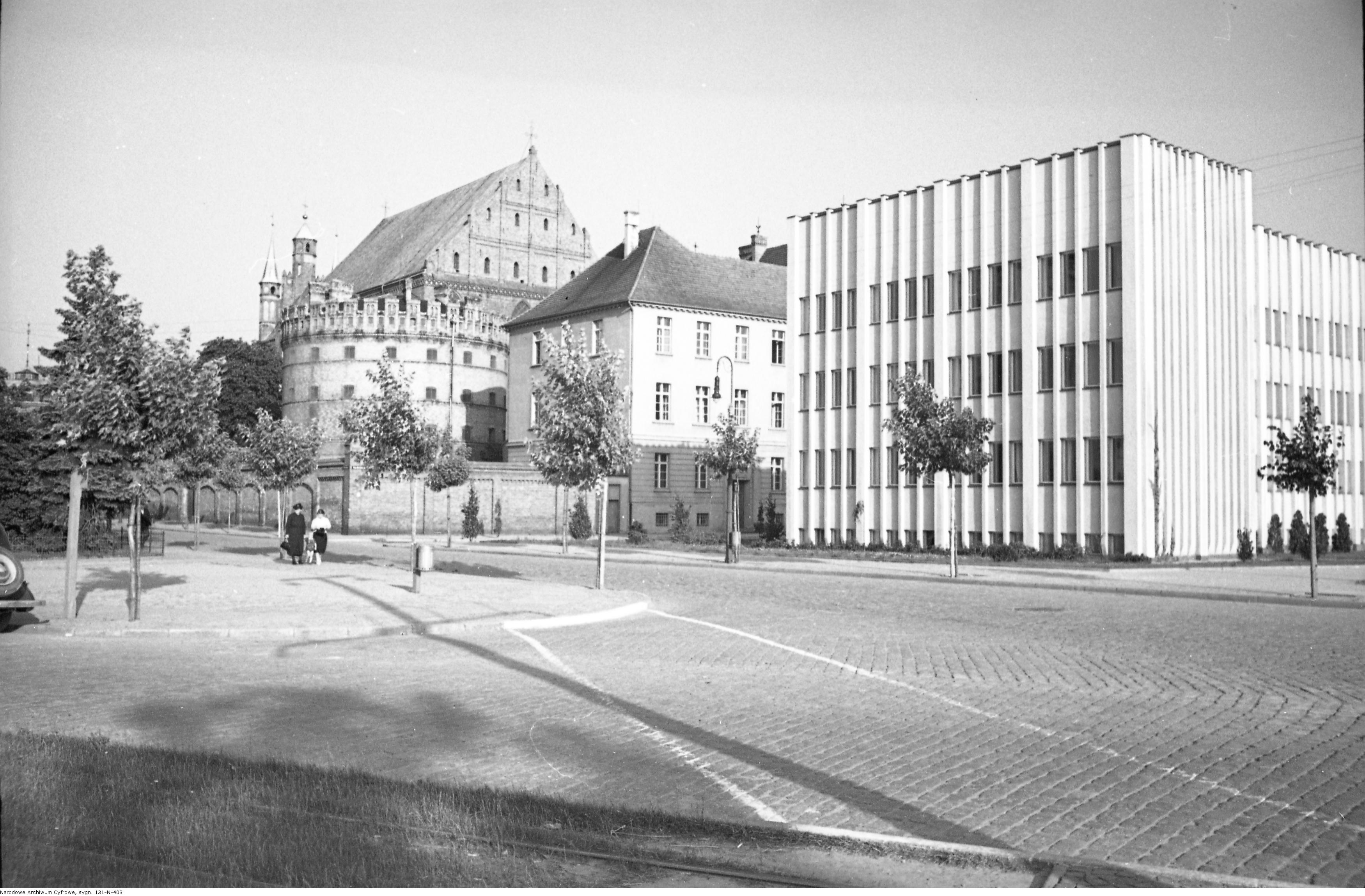
Budynek w 1936 roku

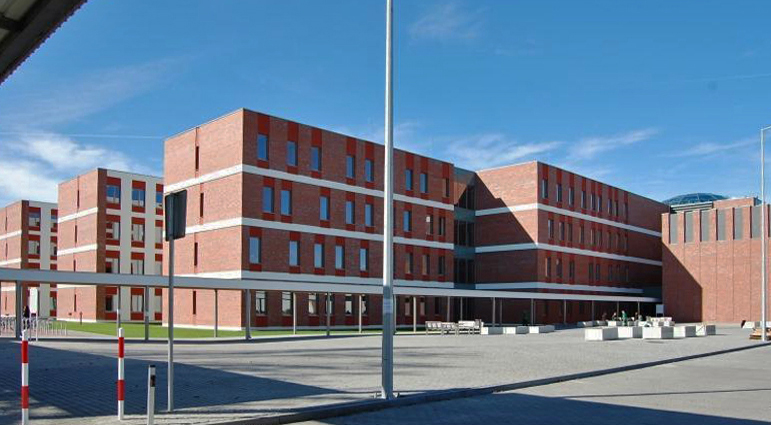
Collegium Humanisticum, które otwarto w 2011 roku

W 1935 roku w miejscu dawnych murów miejskich rozpoczęto budowę reprezentacyjnego gmachu, którego projektantem był Jerzy Wierzbicki. Miał on być siedzibą Starostwa Krajowego Pomorskiego, a tymczasowo również Komunalnej Kasy Oszczędności. Z uwagi na cele drugiej z wymienionych instytucji, w podziemiach budynku zamontowano sejfy zamykane pancernymi drzwiami. Dzięki oryginalnemu wyglądowi gmach zaczęto nazywać „Harmonijką”. Elewacja tego mierzącego około 80 metrów długości budynku pomalowana była pierwotnie na jasne, kremowe kolory.

### Po 1945
II wojnę światową „Harmonijka” przetrwała w dość dobrym stanie, dlatego już w pierwszych miesiącach 
działalności Uniwersytetu Mikołaja Kopernika została przekazana tej właśnie uczelni. Po pracach polegających na uprzątnięciu budynku, otrzymał on nazwę Collegium Minus UMK. W jego wnętrzu ulokowano kwesturę oraz trzeci, powołany najpóźniej Wydział Prawno-Ekonomiczny.
W okresie powojennym budynek otrzymał ciemnoszarą elewację, zaś po zachodniej stronie budynku powstała fontanna (od 2008 roku na jej miejscu stoi fontanna Cosmopolis). Przez pewien czas na jej środku stała figura flisaka.
Z początkiem roku akademickiego 1948/1949 wydział otrzymał nazwę Wydziału Prawa. Działalność tej jednostki została przerwana w 1953 roku na skutek represji stalinowskich, a prace wznowiono dopiero po pięciu latach; wtedy też reaktywowany Wydział Prawa powrócił do „Harmonijki”. W roku 1969 wydział po raz kolejny przemianowano, tym razem na Wydział Prawa i Administracji. W latach 70. XX w. uruchomiono w Collegium Minus wydziałową bibliotekę. W roku 1999 rozpoczęto przeprowadzkę wydziału do nowo powstałego gmachu Collegium Iuridicum Novum na Bielanach. Miejsce „prawników” zajął Wydział Humanistyczny.
W 2005 roku przeprowadzono remont Collegium Minus rozjaśniając nieco jego elewację. Trzy lata później, a więc w roku przebudowy fontanny, uruchomiono również iluminację zachodniej elewacji „Harmonijki”.
W 2008 roku budynek został wpisany do rejestru zabytków.
Obecnie w Collegium Minus mieszczą się Instytuty Socjologii i Filozofii Wydziału Filozofii i Nauk Społecznych, dziekanat oraz wydziałowa biblioteka. W związku z powstaniem w campusie akademickim na Bielanach nowego Collegium Humanisticum, istnieją plany przeniesienia do nowego gmachu wszystkich pozostałych instytutów Wydziału. Stąd też próby uczelni mające na celu sprzedaż „Harmonijki”. Pierwotnie obiekt wyceniono na 19 mln złotych. Później, gdy nie znalazł się nabywca, cenę bezskutecznie obniżano.